# Sojuz TM-21
Sojuz TM-21 (ros.: Союз ТМ-21) – rosyjska załogowa misja kosmiczna, stanowiąca dwudziestą pierwszą wyprawę na pokład stacji kosmicznej Mir. Na pokładzie znajdował się amerykański astronauta. Norman Thagard powrócił na Ziemię na pokładzie promu kosmicznego Atlantis, który przybył na stację w II połowie czerwca 1995 (STS-71).

## Misja
W dniu 14 marca 1995 roku wystartował z Ziemi statek Sojuz TM-21 z załogą złożoną z dwóch Rosjan: Władimira Dieżurowa i Giennadija Striekałowa oraz Amerykanina: 51-letniego lekarza, Normana Thagarda. W dniu 16 marca przyłączyli się do bazy Mir. Powrót na Ziemię 22 marca w statku Sojuz TM-20 – Walerij Poljakow (po 437 dniach lotu, co stanowi nowy absolutny rekord) i Jelena Kondakowa (po 170 dniach lotu, co stanowiło wtedy nowy rekord długotrwałości lotu kosmicznego kobiety).